# André Massant
André Massant   (Booischot, 17 de març de 1953) és un ex-pilot de motocròs flamenc que destacà en competició internacional durant la dècada de 1970, especialment en la categoria dels 125cc, on pilotant la Yamaha oficial acabà tercer al Campionat del món la temporada de 1977. Al llarg de la seva carrera va guanyar dos Grans Premis.
El seu germà gran, Omer Massant, fou també un pilot de motocròs de renom a la seva època. Ben a prop de la família Massant hi vivia un altre conegut pilot de motocròs, coetani d'André: Gilbert De Roover.

## Trajectòria esportiva
A 16 anys, André Massant es va comprar un ciclomotor Flandria i participà en competicions regionals, on al llarg de tres temporades va aconseguir 84 victòries i tots els títols possibles. A començaments de 1972, aconsellat pel seu veí Julien De Roover (germà de Gilbert), va debutar a la categoria junior estatal amb una ČZ i va aconseguir-hi diverses victòries.
La temporada de 1973, en què s'instaurà el precedent del mundial de 125cc, l'anomenada Cup FIM, Massant fou tercer dins el seu grup (darrere de Torao Suzuki i Gilbert De Roover) gràcies a la victòria al Gran Premi dels Països Baixos, a Bergharen, tot i que a la cursa final conjunta dels dos grups que componien el campionat acabà en tretzena posició. Aquell mateix any, guanyà el Campionat de Bèlgica de 500cc Júnior amb la ČZ.
El 1977, l'any que va acabar tercer al mundial de 125cc darrere de Gaston Rahier i el seu company a Yamaha Gerard Rond, va guanyar el seu segon Gran Premi, aquest cop el del Canadà, a Mosport. Durant la dècada del 1970, André Massant va acabar sovint entre els cinc primers llocs de la classificació final del campionat de Bèlgica de 500cc, el més prestigiós dels que se celebraven al món aleshores d'aquella cilindrada.

## Palmarès al Campionat del Món
Font:
| Any  | Motocicleta | 500cc | 250cc | 125cc |
| ---- | ----------- | ----- | ----- | ----- |
| 1973 | ČZ          | -     | -     | 13è   |
| 1974 | Yamaha      | 24è   | -     | -     |
| 1975 | Yamaha      | 34è   | -     | -     |
| 1976 | Yamaha      | 33è   | -     | -     |
| 1977 | Yamaha      | -     | -     | 3r    |
| 1978 | Honda       | -     | -     | 8è    |
| 1979 | ?           | -     | -     | -     |
| 1980 | Maico       | 27è   | -     | -     |
| 1981 | ?           | -     | -     | -     |
| 1982 | Suzuki      | -     | 17è   | -     |

1. ↑  Fins al 1974 inclòs no existia el Campionat del Món de 125 cc, ans el Campionat d'Europa (conegut també com a Cup FIM)